# Jan Völkel
Jan Völkel niem. Johann(es) Völkel (ur. niezn., zm. 1618) – działacz reformacyjny w Polsce i na Litwie, duchowny i nauczyciel braci polskich.
Był pochodzenia niemieckiego. Tak jak wielu jego rodaków unitarian szukał schronienia przed prześladowaniami w tolerancyjnej Rzeczypospolitej Obojga Narodów i przyłączył się do ruchu braci polskich. Był jednym z administratorów (scholarchów) i nauczycieli (m.in. języka niemieckiego) w Akademii Rakowskiej. Był także duchownym ariańskim w zborach w Śmiglu i Węgrowie. W tym ostatnim mieście pełnił też funkcje rektora i nauczyciela w miejscowej szkole ariańskiej, która w 1592, po śmierci protektora braci polskich – Jana Kiszki, została przekształcona w zbór kalwiński.